# Heiszler Gabriella
Heiszler Gabriella (Budapest, 1975. –) magyar közgazdász, a SPAR Magyarország Kereskedelmi Kft. elnök - ügyvezető igazgatója. Etyeken él férjével és két leánygyermekével.

## Életpályája
Egyetemi tanulmányait a Budapesti Corvinus Egyetem kezdte, majd Passauban és Sankt Gallenben folytatta. 2005-ben szerzett jogi szakokleveles közgazdász végzettséget. 2015 óta a SPAR Magyarország ügyvezető igazgatója. Pályafutását a General Electricnél kezdte pénzügyi elemzőként. Ezután a Worldmark Hungarynél dolgozott pénzügyi kontrollerként. 2006 óta a SPAR-nál dolgozik. Kezdetben belső ellenőrzési vezető volt, majd controlling vezetővé nevezték ki. 2010–2012 között számviteli és controlling vezetőként dolgozott, cégvezetői kinevezéséig. 2015–2016 között gazdasági területekért felelős ügyvezető igazgatóként folytatta munkáját. 2017. január 1-je óta első számú ügyvezetőként irányítja a vállalatot.

## Nyelvismerete
Angolul, németül és oroszul beszél.